# Xaver Scharwenka
Pour les articles homonymes, voir Scharwenka.
Xaver Scharwenka (né Theophil Franz Xaver Scharwenka à Samter en province de Posnanie, le 6 janvier 1850 et mort à Berlin le 8 décembre 1924) est un compositeur et pianiste allemand.

## Biographie
Frère cadet du compositeur et pédagogue Philipp Scharwenka (1847-1917), il étudie comme lui la musique (dont le piano) à la Neue Akademie der Tonkunst de Berlin, avec Theodor Kullak son fondateur, à partir de 1865 (ayant entamé sa formation à Posen, plus ou moins en autodidacte). En 1874, il commence à se produire en public comme pianiste-concertiste, dans ses propres œuvres et dans le grand répertoire (Frédéric Chopin, Ludwig van Beethoven, Franz Liszt, etc.) Il sera également organisateur de concerts, en Allemagne et aux États-Unis.
En 1881, il fonde à Berlin un conservatoire de musique, le Scharwenka-Konservatorium (qui deviendra en 1893 le conservatoire Klindworth-Scharwenka (de)). Il en sera le directeur de 1881 à 1890, avant d'aller créer à New York l'équivalent de ce conservatoire, le Scharwenka Conservatory of Music qu'il dirigera de 1891 à 1898. En 1914, il fonde avec Walter Petzet une nouvelle école de musique à Berlin, cette fois pour les pianistes.
En 1907, il publie à Leipzig (Allemagne) une méthode de piano (Methodik des Klavierspiels) et en 1922, toujours à Leipzig, une autobiographie (Klänge aus meinem Leben : Erinnerungen eines Musikers, éditions Kœhler).
Comme compositeur romantique, on lui doit des pièces pour piano (dont deux sonates), des œuvres avec orchestre (dont quatre concertos pour piano et deux symphonies – la première, œuvre de jeunesse, étant restée inachevée – diverses compositions pour voix soliste(s) (dont des Lieder) et/ou chorales, ainsi qu'un opéra (et un opéra-comique, également inachevé).

## Œuvres (sélection)

### Musique pour piano
- 1870 : Fünf Polnische Nationaltänze (5 danses polonaises) op. 3 ;
- 1871 : Sonate no 1 en ut dièse mineur op. 6 ;
- 1874 : Barcarolle en ré majeur op. 14 ;
- 1876 : Valse-Caprice en la majeur op. 31 ; Romanzero op. 33 ;
- 1877 : Sonate n° 2 en mi bémol majeur op. 36 ;
- 1879 : Thema und Variationen op. 48 ; Vier Polnische Nationaltänze (4 danses polonaises) op. 58 ;
- 1913 : Variationen über ein eigenes Thema en ut majeur op. 83.

### Musique de chambre
- 1868 : Trio avec piano n° 1 en fa dièse majeur op. 1 ; Sonate pour violon et piano en ré mineur op. 2 ;
- 1875 : Quatuor à cordes en sol mineur sans op. ;
- 1877 : Quatuor avec piano en fa majeur op. 37 ; Trio avec piano n° 2 en la mineur op. 45 ; Sonate pour violoncelle et piano en mi mineur op. 46 ;
- 1895 : Sérénade pour violon et piano en sol majeur op. 70.

### Musique orchestrale
- 1869 : Ouverture en ut mineur sans op. ;
- 1881 : Andante religioso pour orchestre, op.46a (arrangement de la sonate pour violoncelle, op.46) ;
- 1882 : Symphonie en ut mineur op. 60 ;

### Musique concertante
- 1873 : Concerto n° 1 pour piano en si bémol mineur op.32 ;
- 1881 : Concerto n° 2 pour piano en ut mineur op. 56 ;
- 1889 : Concerto n° 3 pour piano en ut dièse mineur op. 80 ;
- 1908 : Concerto n° 4 pour piano en fa mineur op.82.

### Musique vocale
- 1873 : 4 Lieder pour mezzo-soprano et piano op. 10 ;
- 1874 : 3 Lieder pour mezzo-soprano et piano op. 15 ;
- 1895 : 2 Gesänge (2 chants) pour chœur d'hommes a cappella op. 79 ;
- 1915 : 8 Gesänge pour voix moyenne et piano op. 88.

### Musique chorale
- 1890 : Shuvoh, pour basse, chœurs et orgue sans op. ;

### Opéras
- 1892 : Mataswintha, opéra en 3 actes pour soli, chœurs et orchestre sans op. ;

### Cantates
- 1900 : Kaiserkantate (Cantate de l'Empereur) pour soliste, chœurs et orgue sans op. ;

## Discographie
- Concerto pour piano et orchestre n°4, op.82 (+ concerto n°1 de Emil von Sauer) : Stephen Hough (piano) & City of Birmingham Symphony Orchestra, Lawrence Foster (direction d'orchestre) 1 CD HYPERION 1995 (Collection Le Concerto romantique pour piano, Vol. 11).
- Concertos pour piano et orchestre n°2, op.56 & n°3, op.80 : Seta Tanyel (piano) & Radio Philharmonie Hannover des NDR, Tadeusz Strugala (direction d'orchestre) 1 CD HYPERION 2003 (Collection Le Concerto romantique pour piano, Vol. 33).
- Concerto pour piano et orchestre n°1, op.32 (+ concerto n°4, op.70 de Anton Rubinstein) : Marc-André Hamelin (piano) & BBC Scottish Symphony Orchestra, Michael Stern (direction d'orchestre) 1 CD HYPERION 2005 (Collection Le Concerto romantique pour piano, Vol. 38).
- Intégrale des concertos pour piano et orchestre : Alexander Markovich (piano) & Estonian National Symphony orchestra, Neeme Järvi (direction d'orchestre) 2 CDs CHANDOS 2014.
- Intégrale de la musique de chambre avec piano : Seta Tanyel (piano) ; Lydia Mordkovitch & Levon Chilingirian (violon) ; Ivo-Jan Van Der Werff (alto) ; Colin Carr & Garbis Almacayan (violoncelle) 2 CDs HYPERION Dyad 2002.
- Musique pour piano en quatre volumes : Seta Tanyel (piano) 4 CDs HYPERION Hélios 2002 & 2003.
- Symphonie en ut mineur, op.60 ; Andante religioso pour orchestre, op.46a (de la sonate pour violoncelle, op.46) & Ouverture en ut mineur, sans opus (1869) : Gävle Symphony Orchestra, Christopher Fifield (direction d'orchestre) 1 CD STERLING 2006.